# 경인남길
경인남길(Gyeonginbuk-gil)은 인천광역시 미추홀구 용현동에서 주안동을 거쳐 도화동까지 이르는 인천광역시도로, 총 연장은 2.093 km이다. 도로의 명칭이 유래된 것은 경인고속도로(지금의 인천대로)를 중심으로 남쪽 측면을 통과하는 도로로 따왔기 때문이다.

## 역사
- 2009년 9월 17일 : 도로명으로 경인남길을 고시

## 주요 경유지
- 미추홀구
  - 용현1·4동 - 주안2동 - 도화1동

## 접촉하는 도로
- 인하로
- 인천대로 (인하대 나들목)
- 인주대로
- 제일로
- 경인로 (국도 제42호선, 국도 제46호선)

## 특이 사항
인천대로와 접속하고 있는 인하대 나들목의 경우 서인천, 서울 방향 진입로만 우선적으로 개설되었으나 경인북길 쪽에 개설시킬 예정에 있는 인하대 나들목의 인천 방향 진출로가 개설되어 있지 않는 것과 달리 경인남길만 우선적으로 진입로를 개설시킨 것으로 보인다.

## 같이 보기
- 경인북길